# Фишер, Фёдор Богданович фон
Фёдор Богда́нович (Фри́дрих Эрнст Лю́двиг, по другим сведениям Фердина́нд) фон Фи́шер (нем. Friedrich Ernst Ludwig von Fischer, 20 февраля 1782, Хальберштадт, Германия — 17 июня 1854, Санкт-Петербург, Российская империя) — немецкий ботаник на русской службе, действительный статский советник.
Значительное число новых видов цветковых растений Сибири, Туркестана и других мест России описано им совместно с К. А. Мейером в каталогах семян Императорского ботанического сада (1835—1846).
Одною из важнейших заслуг Фишера являются весьма многочисленные опыты акклиматизации разных чужестранных растений.

## Путь в жизни и науке
В 1804 году Фишер окончил курс естественно-исторических наук в Университете Галле и защитил диссертацию «Specimen de vegetabilium imprimis felicum propagatione» на степень доктора медицины.
В 1806 году Фишер был приглашён управлять садом, принадлежавшим в то время бывшему министру народного просвещения графу Алексею Разумовскому в Горенках близ Москвы. Сад этот приобрёл, благодаря заботам о нём Фишера, европейскую известность. В Горенки приезжали на летнее вакационное время молодые специалисты по ботанике для усовершенствования в науке под руководством делавшего с ними экскурсии Фишера. Фишер руководил этим садом до 1822 года.
С 1812 года был также адъюнкт-профессором ботаники при Московском университете.
В 1823 году Аптекарский сад в Петербурге был преобразован в Императорский ботанический сад, и Фишер был назначен его директором (руководил Садом до 1850 года). Поддерживаемый монаршими щедротами и вниманием к этому учреждению, Фишер при своей неутомимой деятельности успел довести ботанический сад до такого цветущего состояния, какое только позволяли местные климатические условия.
С 1819 года Фишер был членом-корреспондентом Императорской Академии наук.
Управление садом в Горенках и Императорским ботаническим садом поглощали все силы и всё время Фишера, и число его печатных трудов сравнительно невелико.

## Печатные труды
- Plantes recueillies pendant le voyage des Russes autour du monde (фр.). — Tübingen, 1810.
- Beitrag zur botanischen Systematik (нем.). — 1812.
- Descriptiones plantarum rariorum Sibiriae // Mémoires de la Société imp. des naturalistes de Moscou. — 1812. — Т. 3. — С. 56—82.
- Zygophyllaceae. — СПб., 1833.
- Enumeratio plantarum novarum a cl. Schrenk lectarum. — 1841—1842.[2] (лат.)
- Sertum petropolitanum. — 1846—1852.[2] (лат.)
- Synopsis Astragalorum tragacantharum (лат.) // Bulletin de la Société imp. des naturalistes de Moscou. — 1853. — Vol. 26, num. 4. — P. 346—486.

## Названы в честь Ф. Б. фон Фишера
В 1813 году сразу два рода растений были названы именем Ф. Б. фон Фишера: О. П. Декандоль дал название Фишерия (Fischeria DC.) роду растений из семейства Кутровые (Apocynaceae) подсемейства Ластовневые (Asclepiadoideae), а К. Шпренгель назвал род растений семейства Зонтичные (Apiaceae) фишерой (Fischera Spreng.). Однако, Шпренгель не удержал приоритета, и ныне это растение известно под другим названием — Platysace Bunge. Так же в честь учёного названо множество видов растений, некоторые из них:
- Aconitum fischeri Rchb. (1820)
- Cerastium fischerianum Ser. (1824)
- Cineraria fischeri Ledeb. (1820) = Ligularia fischeri (Ledeb.) Turcz.
- Cnidium fischeri Spreng. (1818) = Cenolophium fischeri (Spreng.) W.D.J.Koch
- Euphorbia fischeriana Steud. (1840)
- Ornithogalum fischerianum Krasch. (1935)
- Poa fischeri Prob. (2015)
- Rumex fischeri Rchb. (1826)
- Stellaria fischeriana Ser. (1824)
- Trigonella fischeriana Ser. (1825) = Medicago fischeriana (Ser.) Trautv.
- Viola fischeri W.Becker (1916)